# Buntkäfer

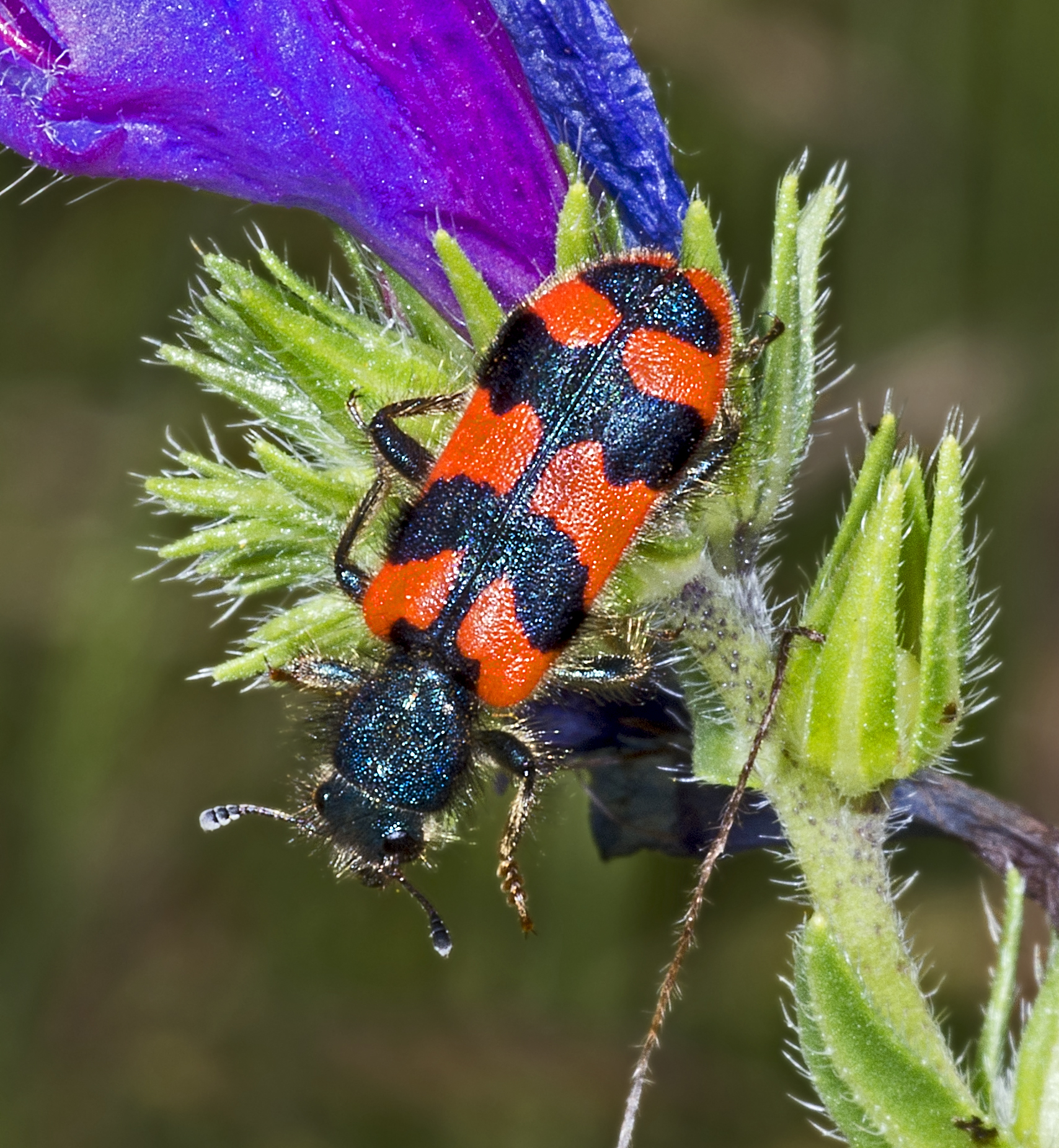
Trichodes alvearius

Die Buntkäfer (Cleridae) sind eine Familie der Käfer, die mit etwa 3.400 Arten in 200 Gattungen weltweit verbreitet ist. Der Verbreitungsschwerpunkt liegt in den Tropen und Subtropen. In Europa kommen knapp 70 Arten vor.

## Merkmale

### Käfer
Die Käfer sind 3 bis 50 Millimeter lang. Ihr Körper ist meist langgestreckt und hat einen zylindrischen Querschnitt. Bei manchen Arten der Tillinae und Hydnocerinae sind die Tiere schlank und langgestreckt, bei manchen Arten der Korynetinae ist der Körper breit oval, bei manchen Clerinae ist er abgeflacht. Er ist meist deutlich behaart, bei manchen Arten sind auch Haarbüschel ausgebildet. Schuppen fehlen aber immer. Meist sind die Deckflügel (Elytren) mit regelmäßiger Punktierung, selten  bei manchen Korynetinae unregelmäßig punktiert. Der Kopf ist nicht nach unten geneigt. Die Frontoclypealnaht kann ausgebildet sein oder fehlen. Die Facettenaugen sind vorne immer eingebuchtet und entweder flach oder aus der Kontur hervortretend. Selten sind sie in zwei Teile mit Ommatidien auffallend unterschiedlicher Größe und Farbe aufgeteilt, wie etwa bei der Gattung Dieropsis. Sie sind aber nie vollständig in zwei völlig getrennte Teile geteilt. Das Labrum ist breit oval und meist eingebuchtet. Die Fühler sind vier- bis elfgliedrig. Sie haben häufig eine auffällige dreigliedrige Keule, können aber auch gefiedert, gesägt, fadenförmig oder mit verbreiterten Gelenken ausgebildet sein. Die Mandibeln sind in der Regel asymmetrisch und haben immer einen einzelnen, apikalen Zahn. An der Maxille sind die Galea und Lacinia deutlich ausgebildet. Die Maxillarpalpen sind viergliedrig.
Das Pronotum ist schräg bis langgestreckt. Es hat häufig zwei Tuberkel und eine mediane Furche, die an der Basis verjüngt ist. Die Einbuchtungen der Hüften (Coxen) sind geschlossen bis weit offen. Innen sind sie offen. Der Halsschild und das Schildchen (Scutellum) sind gut entwickelt. Die Deckflügel (Elytren) haben keine auffälligen Rillen. Flügel sind in der Regel ausgebildet, manchen Arten sind aber apter, d. h. die häutigen Hinterflügel fehlen vollständig. Die Vorderhüften sind abgerundet oder leicht schräg, die mittleren Hüften treten in der Regel hervor und die Hinterhüften haben mittig häufig eine Längsfurche. Die Schenkelringe (Trochanter) sind dreieckig und langgestreckt. Die Schienen (Tibien) haben mit Ausnahme von zwei ungehakten Dornen an der Spitze keine weiteren Dornen, oder die Dornen sind zurückgebildet. Alle drei Beinpaare haben fünf Tarsenglieder.
Der Hinterleib hat manchmal fünf, meist sechs sichtbare Sternite. Die ersten drei sind verwachsen. Das neunte Segment ist nur sehr selten gut entwickelt, wie etwa bei der Gattung Brachyptevenus. Meist ist es nadelförmig zurückgebildet und wird dann Spiculum genannt. Bei den Männchen fehlt das Spiculum am achten Sternit, es ist bei den Weibchen jedoch ausgebildet. Der Ovipositor ist mit Ausnahme der Baculi (zweier interner, spangenförmiger Sklerite) nicht sklerotisiert. Er ist bei manchen Arten, wie etwa denen der Gattung Tenerus, gleich lang wie der Hinterleib.

### Larven
Der Körper der Larven ist ziemlich langgestreckt und hat einen zylindrischen bis leicht abgeflachten Querschnitt. Vor allem der Hinterleib ist schütter lang behaart, oder schütter bis dicht mit kurzer filziger Behaarung (Pubeszenz) bedeckt, oder fast kahl. Der Körper ist rosafarben bis weißlich gefärbt. Die meisten Teile sind ansonsten nicht pigmentiert, nur die stark sklerotisierten Bereiche, wie die Kopfkapsel, die Sklerite am Notum, die Beine und die Urogomphi.
Der Kopf ragt aus der Körperkontur heraus. Der Hinterrand ist leicht ausgerandet. In der Regel sind fünf Punktaugen (Stemmata) je Seite in einer vertikalen 2 + 3 Anordnung vorhanden, sie können auch zurückgebildet sein. Die Frontoclypealnaht fehlt. Die Fühler sind dreigliedrig und haben am mittleren Glied einen Bereich mit Sinneshärchen. Die Mandibeln haben einen einzelnen endständigen (apikalen) Zahn und ihnen fehlt die Mola (die verbreiterte Kaulade), es fehlen Mola und der Zahn, oder es ist ein beweglicher Fortsatz aus zwei Dornen ausgebildet (lacinia mobilis). Die Maxillarpalpen sind viergliedrig, die Labialpalpen sind zweigliedrig. Der Prothorax trägt oben in der Regel ein einzelnes großes Sklerit, bauchseitig sind es eins bis drei. Der Meso- und Metathorax haben in der Regel ein Paar Sklerite am Rücken und ein oder zwei, schwache, blasse an der Bauchseite. Die Beine sind einschließlich des klauenartigen Prätarsus, der eine einzelne Borste trägt, fünfgliedrig. Von oben sind neun Hinterleibssegmente sichtbar. Das zehnte Segment liegt nicht frei, sondern ist durch das neunte verdeckt. Die Urogomphi (paarige Fortsätze am Hinterleibsende) sind in der Regel gut entwickelt.

## Lebensweise
Die meisten Arten der Buntkäfer leben räuberisch. Sowohl die Larven als auch die Imagines können im selben Habitat auftreten, obwohl sich ihre Beute unterscheiden kann. Von Callimerus arcufer ist beispielsweise bekannt, dass sich sowohl die Larven als auch die Imagines von den Raupen von Widderchen (Zygaenidae) ernähren. Im Kontrast dazu ernähren sich die Larven von Thanasimus formicarius von den Larven von Borkenkäfern (Scolytinae), wohingegen die adulten Käfer sich von den Imagines der Borkenkäfer ernähren. Die Larven der Gattung Trichodes entwickeln sich in den Nestern von solitärlebenden Bienen und Wespen, oder fressen vermutlich auch an Heuschreckeneiern. Die australische Art Zenithicola crassus ist auf Termiten spezialisiert. Es gibt jedoch Arten, die an Blüten leben und deren Pollen fressen, wie etwa die nahe verwandten Gattungen Eleale aus Australien und Epiclines und Calendyma aus Südamerika. Käfer der Gattung Trichodes ernähren sich sowohl räuberisch als auch von Pollen.
Die meisten Buntkäferarten jagen auf frei liegenden Oberflächen, oder unter der Rinde von Baumstümpfen und in den Ästen von Bäumen und Sträuchern. Es gibt aber auch Arten, wie etwa die der afrikanischen Gattung Dozocolletus, die am Boden leben und deren Larven in der Bodenstreu leben. Von drei Arten der Gattung Necrobia ist bekannt, dass sie sich saprophag ernähren. Man findet sowohl die Larven als auch die adulten Tiere an alten Knochen, Ölsamen, aber auch in anderen Lebensräumen, wo sie vermutlich neben dem Substrat auch die Larven von Fliegen, Speckkäfern und anderen Insekten fressen.
Die Entwicklung der Larven kann ein Jahr dauern, abhängig von den klimatischen Bedingungen kann sie aber auch drei oder mehr Jahre dauern. Die Tiere durchleben drei bis sechs Larvenstadien, wobei die meisten Arten fünf haben.

## Taxonomie und Systematik
Die Familie wird in folgende vier Unterfamilien unterteilt:
- Tillinae: etwa 600 Arten; hauptsächlich Äthiopis, Orientalis und Madagaskar, jedoch weltweit, mit Ausnahme von Südamerika
- Hydnocerinae: etwa 600 Arten; weltweit, mit Ausnahme von Europa. Nur wenige Arten treten in der Paläarktis auf.
- Clerinae: etwa 1500 Arten; weltweit, mit Schwerpunkt in den Tropen, vor allem in Afrika, Asien und Madagaskar.
- Korynetinae: etwa 700 Arten; weltweit, mit Schwerpunkt in den Tropen Afrikas, Asiens und Madagaskars.

Für die Klassifikation der Buntkäfer gab es zwei Ansätze. Einen, der die Familie nur in die Unterfamilien Clerinae und Korynetinae, jeweils mit mehreren Tribus unterteilte und den anderen, der mehrere Unterfamilien unterschied. Es hat sich gezeigt, dass die ursprünglich den Buntkäfern zugerechnete Unterfamilie Thaneroclerinae näher mit den Chaetosomatidae und Metaxinidae verwandt ist, weswegen sie nunmehr als eigene Familie Thanerocleridae angesehen wird. Die weiteren Unterfamilien Epiphloeinae, Tarsosteninae und Enopliinae wurden durch  Kolibáč (1997) mit der Unterfamilie Korynetinae synonymisiert, wodurch sich die obige, aktuelle Gliederung ergibt. Die Korynetinae unterscheiden sich von den übrigen Unterfamilien nur dadurch, dass das vierte Tarsenglied in das dritte zurückgezogen ist. Es schien sich damit um die Schwestergruppe der übrigen drei Unterfamilien zu handeln. Aktuell diskutierter Ansatz ist jedoch ein polytomischer Stammbaum wie folgt: Tillinae, Hydnocerinae
(Hydnocerini, Lemidiini, Callimerini), Clerinae, Korynetinae.

## Arten (Europa)

### Unterfamilie Clerinae
- Rothalsiger Buntkäfer (Allonyx quadrimaculatus (Schaller, 1783))
- Canariclerus paivae (Wollaston, 1862)
- Eichen-Buntkäfer (Clerus mutillarius Fabricius, 1775)
- Opilo abeillei Korge, 1960
- Hausbuntkäfer oder Hellbrauner Hausbuntkäfer (Opilo domesticus (Sturm, 1837))
- Opilo mollis (Linnaeus, 1758)
- Opilo pallidus (Olivier, 1795)
- Opilo taeniatus (Klug, 1842)
- Rotbeiniger Ameisenbuntkäfer (Thanasimus femoralis (Zetterstedt, 1828))
- Ameisenbuntkäfer (Thanasimus formicarius (Linnaeus, 1758))
- Trichodes affinis Chevrolat, 1843
- Trichodes albanicus Winkler & Zirovnicky, 1980
- Zottiger Bienenkäfer (Trichodes alvearius (Fabricius, 1792))
- Trichodes ammios (Fabricius, 1787)
- Gemeiner Bienenkäfer (Trichodes apiarius (Linnaeus, 1758))
- Trichodes crabroniformis (Fabricius, 1787)
- Trichodes creticus Brodsky, 1982
- Trichodes cyprius Reitter, 1893
- Trichodes favarius (Illiger, 1802)
- Trichodes flavocinctus Spinola, 1844
- Trichodes ganglbaueri Escherich, 1893
- Trichodes graecus Winkler & Zirovnicky, 1980
- Trichodes laminatus Chevrolat, 1843
- Trichodes leucopsideus (Olivier, 1795)
- Trichodes longissimus (Abeille, 1881)
- Trichodes nobilis Klug, 1842
- Trichodes octopunctatus (Fabricius, 1787)
- Trichodes olivieri (Chevrolat, 1843)
- Trichodes punctatus Fischer von Waldheim, 1829
- Trichodes quadriguttatus Adams, 1817
- Trichodes similis Kraatz, 1894
- Trichodes sipylus (Linnaeus, 1758)
- Trichodes suturalis Seidlitz, 1891
- Trichodes umbellatarum (Olivier, 1795)
- Trichodes winkleri Zirovnicky, 1976
- Trichodes zaharae Chevrolat, 1861

### Unterfamilie Korynetinae
- Corynetinus fimetarius (Wollaston, 1862)
- Rothalsiger Blütenwalzenkäfer (Dermestoides sanguinicollis (Fabricius, 1787))
- Enoplium doderoi Luigioni, 1926
- Enoplium serraticorne (Olivier, 1790)
- Korynetes caeruleus (De Geer, 1775)
- Korynetes coxalis Reitter, 1894
- Korynetes geniculatus Klug, 1842
- Korynetes pusillus Klug, 1842
- Korynetes ruficornis Sturm, 1837
- Necrobia ruficollis (Fabricius, 1775)
- Necrobia rufipes (De Geer, 1775)
- Necrobia violacea (Linnaeus, 1758)
- Necrobinus defunctorum (Waltl, 1835)
- Necrobinus laufferi Reitter, 1902
- Opetiopalpus bicolor (Laporte de Castelnau, 1836)
- Opetiopalpus hybridus (Baudi, 1873)
- Opetiopalpus scutellaris (Panzer, 1797)
- Opetiopalpus wagneri Schenkling, 1926
- Paratillus carus (Newman, 1840)
- Tarsostenus univittatus (Rossi, 1792)

### Unterfamilie Tillinae
- Denops albofasciatus (Charpentier, 1825)
- Denops canariensis Palm, 1978
- Flabellotilloidea palaestina (Pic, 1900)
- Teloclerus compressicornis (Klug, 1842)
- Tilloidea notata (Klug, 1842)
- Tilloidea transversalis (Charpentier, 1825)
- Hellbindiger Holzbuntkäfer (Tilloidea unifasciata (Fabricius, 1787))
- Holzbuntkäfer oder Schwarzflügeliger Holzbuntkäfer (Tillus elongatus (Linnaeus, 1758))
- Tillus flabellicornis Fairmaire, 1866
- Tillus ibericus Bahillo de la Puebla, Lopez-Colón & Garcia-Paris, 2003
- Tillus pallidipennis Bielz, 1850
- Tillus pectinicornis Abeille, 1892

## Belege